# 恩尼斯 (愛爾蘭)
恩尼斯（英语：Ennis；爱尔兰语：Inis（意为“岛”）），是爱尔兰克莱尔郡的一个城镇，位於費格斯河畔。总人口25360（2011年）。该城镇为克莱尔郡郡治。